# Інгвілд Снілдал
Інгвілд Снілдал (норв. Ingvild Snildal, 25 серпня 1988) — норвезька плавчиня.
Учасниця Олімпійських Ігор 2008, 2012 років.
Призерка Чемпіонату світу з водних видів спорту 2009 року.
Чемпіонка Європи з водних видів спорту 2012 року.
Призерка Чемпіонату Європи з плавання на короткій воді 2009, 2010 років.